# Крофтон (Небраска)
Крофтон (енгл. Crofton) град је у америчкој савезној држави Небраска.

## Демографија
По попису из 2010. године број становника је 726, што је 28 (-3,7%) становника мање него 2000. године.
| Група             | 2000.       | 2010.       |
| Белци             | 733 (97,2%) | 708 (97,5%) |
| Афроамериканци    | 0 (0,0%)    | 0 (0,0%)    |
| Азијати           | 1 (0,1%)    | 1 (0,1%)    |
| Хиспаноамериканци | 9 (1,2%)    | 6 (0,8%)    |
| Укупно            | 754         | 726         |